# Meuligo
Meuligo is een bestuurslaag in het regentschap Aceh Selatan van de provincie Atjeh, Indonesië. Meuligo telt 817 inwoners (volkstelling 2010).